# Eclissi solare del 7 febbraio 2092
L'Eclissi solare del il 7 febbraio 2092, di tipo anulare, è un evento astronomico che avrà luogo il suddetto giorno attorno alle ore 15:10 UTC.
L'eclissi avrà un'ampiezza massima di 62 chilometri e una durata di 1 minuto e 48 secondi.

## Eclissi correlate

### Eclissi solari 2091 - 2094
Questa eclissi è un membro di una serie semestrale. Un'eclissi in una serie semestrale di eclissi solari si ripete approssimativamente ogni 177 giorni e 4 ore (un semestre) in nodi alternati dell'orbita della Luna.